# Казак, Владимир Робертович
Владимир Робертович Казак (05.05.1912-05.08.1977) — советский гидротехник, лауреат Сталинской премии 1951 года.
Родился в Риге.
В 1937 г. окончил гидротехническое отделение строительного факультета Военной академии им. В. В. Куйбышева.
С 1937 по 1958 г. в институте «Гидропроект»: инженер, старший инженер, начальник отделения, заместитель начальника отдела, с 1954 по 1958 г. — заместитель директора.
С 1958 по 1977 г. в отделе электроэнергии секретариата Совета экономической взаимопомощи (СЭВ).
Участвовал в разработке проектов канала им. Москвы, Волго-Балтийского и Волго-Донского каналов, нескольких крупных гидроэлектростанций.
Лауреат Сталинской премии 1951 года (в составе авторского коллектива) — за научный труд «Гидрологические основы речной гидротехники» (1950).
Награждён орденами Красной Звезды и «Знак Почёта», медалями.
Сочинения:
- О выборе обеспеченности при расчете водохранилищ для промышленного водоснабжения-/ текст. Я. Д. Гильденблат, В. Р. Казак// Проблемы регулирования речного стока. М.- Л.: Изд-во АН СССР, 1950.-Вып.4. С. 82-113.